# عبد الرحمن بافضل
عبد الرحمن بافضل (1948 – 2015 م) سياسي يمني في حزب التجمع اليمني للإصلاح ولد ونشأ في مدينة (القِطن) في محافظة حضرموت، وفيها درس المرحلة الابتدائية، ثم انتقل إلى مدينة (غيل باوزير) في محافظة حضرموت؛ فدرس فيها المرحلة الإعدادية، ثم سافر إلى السودان؛ فتخرج فيها من الثانوية العامة سنة 1386هـ/1966م .
عضو في مجلس النواب، عن الدورة البرلمانية 2003-2009 والكتلة البرلمانية لنواب حزب التجمع اليمني للإصلاح عن الدائرة الانتخابية رقم (153) بمحافظة أبين.
توفي في 15 أكتوبر في المملكة العربية السعودية، بعد اصابته بحادث مروري.

## السيرة
التحق بكلية الهندسة بجامعة الخرطوم، وتخرج منها عام 1392هـ/1972م، ثم سافر إلى فرنسا؛ فحصل على درجة الماجستير في الهندسة الصناعية، وفي عام 1401هـ/1981م حصل على درجة الدكتوراه في نفس التخصص.
سافر إلى فرنسا عام 1404هـ/1984م؛ فأنشأ فيها مكتبًا استشاريًّا للصناعة والاستثمار، ثم انتقل عام 1417هـ/1987م إلى المملكة العربية السعودية؛ فعمل فيها مستشارًا تجاريًّا في إحدى المؤسسات،
- تعيّن مديرًا عامًّا للطيران المدني، ومديرًا عامًّا لمطار صنعاء الدولي عام 1392هـ/1972م .

## السياسة
- تعيّن وزيرًا للتموين والتجارة عام 1413هـ/1993م .
- تعيّن وزيرًا للثروة السمكية عام 1415هـ/1995م .
- عضوًا في مجلس النواب عام 1407هـ/1997م، ثم عضوًا في المجلس نفسه عام 1424هـ/2003 .
- رأس كتلة حزب (التجمع اليمني للإصلاح)، ومجلس تنسيق الكتل البرلمانية المعارضة والمستقلة في هذا المجلس، وقد أعد تقريرًا عن الإنجازات خلال السنوات الست الأولى لمجلس النواب.

## عضوية الهيئات
عضو في عدد من الهيئات واللجان؛ منها:
- جمعية الصداقة اليمنية البريطانية .
- جمعية الصداقة مع الاتحاد الأوروبي في مجلس النواب
- لجنة الحريات وحقوق الإنسان
- مؤسسة الحوار الإنساني
- الغرفة التجارية في محافظة حضرموت
- الرئيس الفخري لنادي (القِطِن) في محافظة حضرموت.